# کیک انجیر

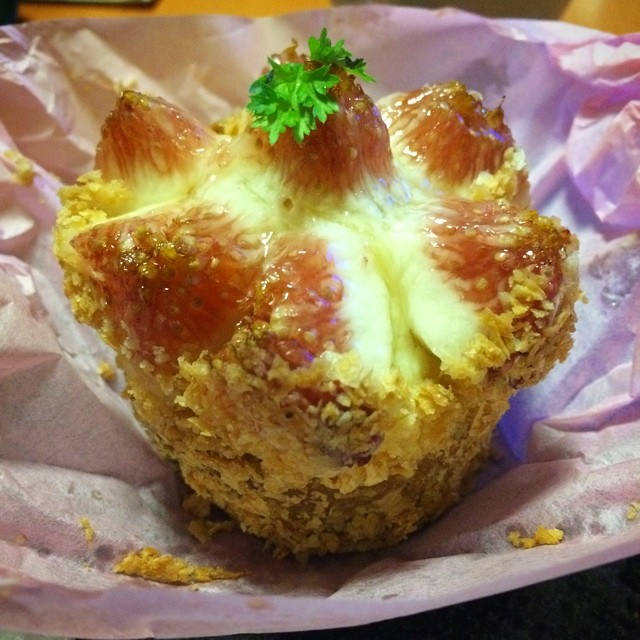
یک کیک فنجانی انجیر

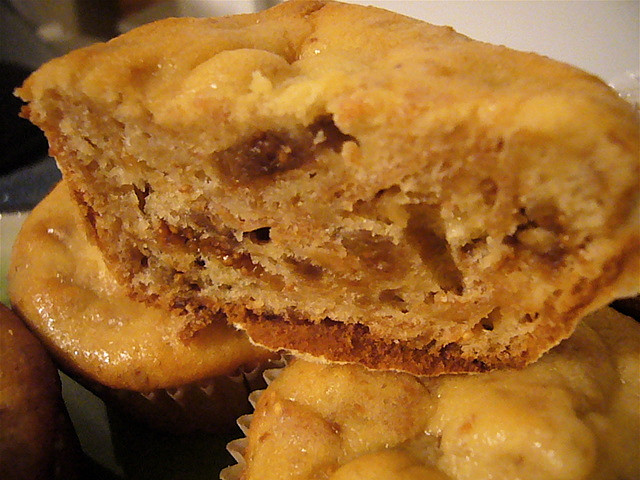
یک کیک فنجانی انجیر

کیک انجیر (یونانی: sikopita) یک نوع کیک است که ماده اصلی آن انجیر است. این نوع کیک در یونان، جنوب آمریکا و رشته‌کوه آپالاچی در شمال آمریکا تهیه می‌شود.

## بررسی کامل
کیک انجیر با انجیر به عنوان ماده اصلی‌اش تهیه می‌شود. دیگر مواد شامل گردو، پسته، بادام، دارچین، جوز هندی و فلفل دلمه‌ای است. کیک انجیر یک نوع کیک تر است پس در برخی مواقع از عسل، سس انجیر یا خامه برای تهیه نیز استفاده می‌شود. مقداری از آب‌دوغ برخی اوقات برای روی کیک استفاده می‌شود. کیک انجیر می‌تواند به صورت پودینگ، کیک حلقه‌ای طرح‌دار، کیک لایه‌ای و تورت تهیه شود. همچنین می‌تواند به عنوان خوراک فاقد گلوتن نیز تهیه شود.